# Enicospilus mengoi
Enicospilus mengoi là một loài tò vò trong họ Ichneumonidae.